# Асканио I делла Корния
Асканио делла Корния (31 июля 1514, Перуджа — 3 декабря 1571, Рим) — аристократ из дома делла Корния, первый суверенный маркграф Кастильоне-дель-Лаго с 1563 по 1571 год. Кондотьер на службе у Папского государства, Венецианской республики, Флорентийского герцогства, Французского королевства и Испанской империи.

## Биография
Родился в семье дворянина из Перуджи Франческо (Франча) Берардо делла Корния и донны Джакомы Чокки дель Монте, сестры кардинала Джованни Марии Чокки дель Монте, будущего римского папы под именем Юлия III. Управлял маркграфством Кастильоне-дель-Лаго и сеньориями Кастель-делла-Пьеве и Кьюджи с 19 ноября 1563 года по 3 декабря 1571 года. С 1550 года управлял этими территориями в качестве викария.
Его считают одним из самых выдающихся деятелей своей эпохи, отличившимся во многих областях. Кондотьер, оружейник, военный инженер, один из сильнейших участников рыцарских турниров и превосходный фехтовальщик. В историю вошла его дуэль в Питильяно с дворянином из Флоренции Джованни Таддеи — 26 мая 1546 года, увековеченная в 1574 году Помаранчо во фресках дворца Кастильоне-дель-Лаго. Безрассудная отвага Асканио стоила ему потери правого глаза; несчастный случай произошёл в 1536 году во время битвы при Казале-Монферрато.
Гербом кондотьера был герб его рода с изображением куста дёрна с зелеными ветками и алыми красными плодами. В окрестностях замка Бастия Корния — резиденции дома делла Корния росли эти деревца, которые и дали название замку и роду; в старинной крепости сохранились вытесанные каменные образцы вышеупомянутого герба.
Асканио был губернатором Кастель-делла-Пьеве и генералом папской армии. 19 ноября 1563 года римский папа Пий IV даровал ему титул маркграфа. Через некоторое время Асканио I был заключен им в тюрьму в Замке Ангела по обвинению в грабежах, изнасилованиях и других преступлениях. Он был освобожден благодаря вмешательству европейских князей, поскольку его помощь, как опытного оружейника, была необходима для освобождения Мальты от османов.
В 1550 году новым римским папой под именем Юлия III стал его дядя-кардинал Джованни Мария Чокки дель Монте. В уплату личного долга понтифик передал своей сестре Джакоме во владение на девять лет феоды Кастильоне-дель-Лаго и Кьюджи, которыми та управляла вместе с сыновьями Асканио и Фульвио. Однако, когда пять лет спустя Юлий III умер, у Асканио возник серьёзный конфликт с его преемником римским папой Павлом IV, который конфисковал у него все феоды. Следующий римский папа Пий IV, не только вернул Асканио его владения, но и присвоил кондотьеру титул маркграфа.
Маркграфство Кастильоне-дель-Лаго с территорией в 205 км², населением около 2500 городских и 200 сельских жителей было небольшим, однако имело важное стратегическое значение, располагаясь между Великим герцогством Тосканы и Папским государством. Асканио I обладал в своих владениях полной судебной властью и правом чеканить деньги. Гвардия маркграфа следила за безопасностью его семьи и охраняла дворец, Флорентийские, Перуджийские и Сиенские ворота, границы маркграфства и судоходство по Тразименскому озеру. Асканио I построил и украсил дворец Кастильоне, спроектированный Виньолой и Галеаццо Алесси, и возвёл пару резиденций в Кастель-делла-Пьеве и Корчано. 7 февраля 1571 года он издал статуты маркграфства, разделенные на гражданские и уголовные, и позднее дополненные его преемниками.
Главной резиденцией Асканио I был дворец в Кастильоне-дель-Лаго. Он также останавливался в резиденции в Перудже, замке Бастия Корния и охотничьем домике (ныне дворец Дини) в Джоэлле на холмах к западу от Тразименского озера. У маркграфа были великолепные сады, разбитые вокруг дворца, которые были упомянуты в произведениях Чезаре Капорали и придворного секретаря Шипьоне Толомеи. Цикл фресок в стиле позднего маньеризма был заказан его преемником Диомедом делла Корния, живописцам Помаранчо и Сальвио Савини. Художники изобразили «эзотерические» истории мира в перевернутом виде на первом этаже. Вся роспись была заказана племянником, чтобы увековечить деяния своего дяди. Асканио разработал новый городской план деревни, основанный на цифре три, и поручил Галеаццо Алесси реализовать его на основе предыдущих исследований Виньолы. Он провёл аграрную реформу, усовершенствовав ведение сельского хозяйства в маркграфстве. Предоставил возможность для трудоустройства и жителям из других феодов, при условии, что те поселятся в его владениях.
Асканио делла Корния женился на Джованне Бальони из семьи Малатесты I Бальони, сеньора Перуджи. Брак оказался бездетным, и Асканио выбрал своим преемником племянника Диомеда, сына сестры Лауры и Эрколе Арчипрети делла Пенна, который добавил фамилию делла Корния к своей собственной.
Маркграф участвовал в освобождении Мальты от османской осады, во время которой познакомился с Мигелем де Сервантесом. В конце 1571 года, после битвы при Лепанто, Асканио сильно простудился. У него началась лихорадка. По совету медиков он остановился в Риме подлечиться, где умер 3 декабря того же года во дворце Сальвиати, на руках у брата-кардинала Фульвио. Останки маркграфа были забальзамированы, покрыто тканью с золотой нитью и доставлены в Перуджу, где состоялись торжественные похороны. Его погребли в капелле Святого Андрея, возведённой по проекту Виньолы, в церкви Сан-Франческо-аль-Прато. В усыпальнице вышеупомянутой капеллы, располагавшейся недалеко от главного алтаря и ныне утраченной, находились гробницы всех правителей феода из дома делла Корния, за исключением трёх их жён и последнего герцога Фульвио II, чья могила находится рядом с могилой бернского поэта Чезаре Капорали, в часовне Сальваторе, недалеко от небольшой церкви Сан-Доменико в Кастильоне-дель-Лаго. Также кардинал Фульвио Джулио делла Корния был похоронен в Риме в базилике Сан-Пьетро-ин-Монторио, недалеко от капеллы Чокки дель Монте с гробницами родителей его матери Джакомы и дяди-понтифика Юлия III. Бюст Асканио с гробницы ныне хранится во Дворце приоров в Перудже. Его копия находится в резиденции дома делла Корния в Кастильоне.
После смерти герцога Фульвио II делла Корния 12 декабря 1647 года, последнего представителя дома делла Корния маркграфов и герцогов Кастильоне, феод снова вернулся в состав Папского государства.